# Auguste de Talhouët-Roy
Auguste Élisabeth Joseph Bon-Amour de Talhouët-Roy, né le 11 octobre 1819 à Paris et mort le 11 mai 1884 au château du Lude dans la Sarthe, est un homme politique français, député de la Sarthe de 1849 à 1876, sénateur de ce département de 1876 à 1882 et ministre des Travaux Publics du 2 janvier au 15 mai 1870 dans le gouvernement Émile Ollivier.

## Biographie
Auguste de Talhouët-Roy est le fils d'Auguste-Frédéric de Talhouët, qui fut maréchal de camp et pair de France sous la Restauration, et d'Alexandrine Laure Sophie Roy (1799-1854), fille du comte Antoine Roy, plusieurs fois ministre des Finances sous la Restauration. Auguste de Talhouët-Roy fit des études au collège Sainte-Barbe, à Paris, puis débuta en 1842 dans la carrière administrative comme auditeur de seconde classe au Conseil d'État. Il s'initia à l'éloquence à la Conférence Molé, dont il fut vice-président en 1846.
Promu auditeur de première classe en 1846, puis maître des requêtes, il renonça à la fonction publique sous la Deuxième République pour se consacrer aux affaires et à ses propriétés. Il figurait alors parmi les 200 plus gros actionnaires de la Banque de France et était également l'un des plus grands propriétaires fonciers de France, en particulier dans la Sarthe, autour de son château du Lude. Vice-président du chemin de fer d'Orléans, il était administrateur de plusieurs autres sociétés.
En 1844, il se fit élire conseiller général de la Sarthe et nommer maire du Lude en 1848. Pendant la révolution de 1848, il se rendit à Paris avec 500 gardes nationaux de son canton et contribua au maintien de l'ordre. Il fut élu le 13 mai 1849 représentant de la Sarthe à l'Assemblée nationale législative. Bien que d'opinions conservatrices et monarchistes, il siégea dans les rangs de la majorité et vota pour la loi Falloux, pour l'expédition de Rome, pour la loi sur le suffrage universel et refusa de se rallier au prince-président Louis-Napoléon Bonaparte, allant jusqu'à protester, à la mairie du Xe arrondissement, contre le coup d'État du 2 décembre 1851, ce qui lui valut d'être brièvement incarcéré à Vincennes.
Il ne tarda pas à accepter d'être candidat du gouvernement aux élections législatives dans la 3e circonscription de la Sarthe. Il fut élu au Corps législatif le 29 février 1852 et siégea dans les rangs de la majorité, approuvant la fondation du Second Empire tout en n'hésitant pas à voter contre plusieurs projets gouvernementaux. Il rejeta ainsi les poursuites contre Charles de Montalembert.
Il fut réélu comme candidat officiel le 22 juin 1857 et le 1er juin 1863 et soutint de ses votes le gouvernement impérial non sans continuer, à l'occasion, à manifester son indépendance. En 1858, il fit des réserves sur la loi de sûreté générale et demanda que l'on précisât dans son article 2 l'expression « manœuvres et intelligences ». Il soutient l'amendement des « 91 » puis celui des « 84 ». Membre du « parti des réformes », il fut l'un des quarante-trois députés qui réclamèrent la fin des abus de la candidature officielle en janvier 1864, devint l'un des membres les plus en vue du Tiers Parti et fit partie des « 42 ». Il fut secrétaire du Corps législatif de 1861 à 1864 et participa à de nombreuses commissions d'intérêt général. Constamment membre de la commission du budget de 1864 à 1869, il en fut le secrétaire de 1864 à 1866. Il participe aussi en 1867 aux travaux de la commission du contingent et à ceux de la commission chargée d'examiner le projet sur l'armée et la garde nationale mobile.
C'est avec un programme de libéralisme nuancé qu'il fut réélu le 24 mai 1869, contre l'avis du gouvernement. Il contribua à provoquer l'interpellation des 116, dont il fut l'un des signataires, et refusa un portefeuille ministériel dans le gouvernement qui suivit. Il adhéra au programme du centre droit tout en restant très proche de nombreux membres du nouveau centre gauche. En décembre 1869, lorsque le Corps législatif désigna pour la première fois son bureau, il en devint vice-président.
Le 2 janvier 1870, Auguste de Talhouët-Roy devint ministre des Travaux Publics dans le gouvernement Émile Ollivier mais « son inexpérience oratoire le tint éloigné de la tribune et il n'eut qu'un rôle politique secondaire ». Opposé à l'idée du plébiscite, il donna sa démission le 15 mai 1870 quand celle-ci eut prévalu au sein du gouvernement et fut remplacé par Ignace Plichon. Il fut alors triomphalement réélu vice-président du Corps législatif. Au début de la Guerre franco-allemande (1870), il fut appelé à faire partie du Comité des fortifications. Rapporteur en juillet 1870 de la commission chargée de prendre connaissance des négociations avec la Prusse, il affirma au vu des pièces que la France avait bien été injuriée par le roi de Prusse et que « les deux administrations de la guerre et de la marine se trouvaient en état de faire face, avec une promptitude remarquable, aux nécessités de la situation ». Il entraîna ainsi plusieurs de ses collègues jusque-là hésitants à voter les crédits de guerre.

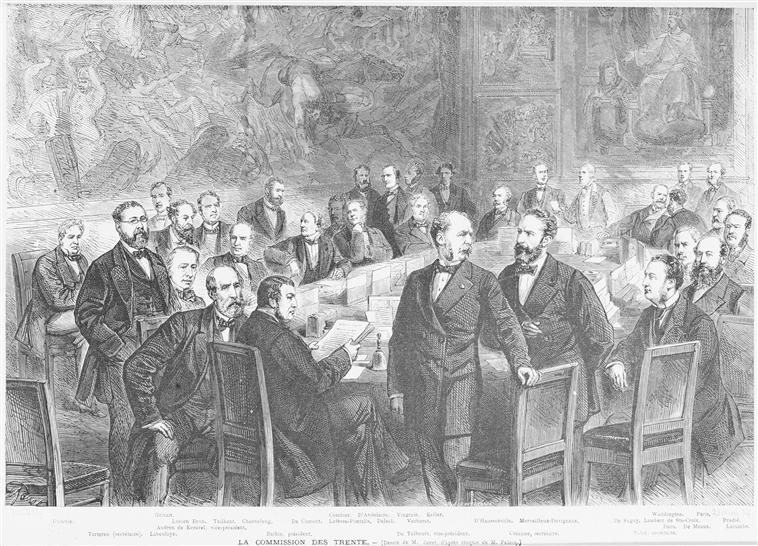
La commission des Trente présidée par Batbie, en mars 1874, réunie dans une des salles du Musée de Versailles, vice-président De Talhouët, d'après un dessin de G. Janet et un croquis de Pelcoq gravure Amédée Daudenarde.

Après la chute du Second Empire le 4 septembre 1870, il rentra momentanément dans la vie privée. Le 8 février 1871, il fut élu représentant de la Sarthe à l'Assemblée nationale. Il prit place au centre-droit orléaniste, s'inscrivit à la réunion des Réservoirs, fut vice-président de la seconde commission des Trente, vota pour la paix, pour les prières publiques, pour l'abrogation des lois d'exil, contre le retour de l'Assemblée à Paris, pour le pouvoir constituant, pour la chute d'Adolphe Thiers au 24 mai, pour le septennat, pour la loi des maires, pour l'état de siège, pour le ministère de Broglie, contre les amendements Wallon et Pascal Duprat, contre l'ensemble des lois constitutionnelles de 1875. Il monta rarement à la tribune, fut le rapporteur du projet de loi concernant le rétablissement de la commission d'examen des ouvrages dramatiques.
Le 30 janvier 1876, il fut élu sénateur de la Sarthe. Au Sénat, il prit place dans les rangs de la droite et se prononça pour la dissolution de la Chambre des députés en 1877, appuya le gouvernement du 16 mai, combattit le cabinet Dufaure et les ministères républicains qui suivirent, vota contre l'article 7 de la loi sur l'enseignement supérieur et contre la réforme du personnel judiciaire. Il ne se représenta pas au renouvellement triennal du 8 janvier 1882.
Il fut également membre de la Commission supérieure des expositions universelles (30 décembre 1871) et chevalier de la Légion d'honneur (14 août 1869).

## Opérations immobilières
L'un des plus importants propriétaires fonciers de France, il se livra à d'importantes spéculations immobilières à Paris au moment des grands travaux d'Haussmann. 
Ainsi le 14 août 1860, il se rendit adjudicataire pour une somme de 1 865 305 francs des anciennes écuries du comte d'Artois, érigées sur une parcelle de 10 347 m2 rue du Faubourg-Saint-Honoré. Les terrains furent aussitôt partagés entre quatre bénéficiaires : 
- la première parcelle, d'une façade de 16,50 mètres sur la rue du Faubourg-Saint-Honoré et correspondant au no 133 de cette rue, était destinée à Achille Fould, ministre de la Maison de l'Empereur qui la réunit à la propriété voisine sur laquelle il avait fait construire par l'architecte Hector-Martin Lefuel un hôtel particulier qu'il céda en 1871 au duc d'Aumale et qui disparut en 1884 lors du percement de la rue Saint-Philippe-du-Roule ;
- la deuxième parcelle, d'une façade de 30 mètres, faisant suite à la précédente et correspondant au no 135 rue du Faubourg-Saint-Honoré, était destinée à la comtesse de Rigny, belle-mère de Talhouët-Roy ; celle-ci fit construire l'hôtel particulier qui s'y trouve encore et qui est aujourd'hui la résidence de l'ambassadeur du Canada en France ;
- il se réserva la troisième parcelle, d'une façade de 40 mètres et d'une superficie de 3 447 m2, correspondant au no 137 sur laquelle il se fit construire un vaste hôtel particulier, qui existe encore de nos jours ; cet hôtel de Talhouët-Roy fut revendu en 1881 à Henri Schneider (1840-1898) fils d'Eugène Ier Schneider ;
- la quatrième parcelle, à l'angle de la rue Neuve-de-Berry, fut attribuée au journaliste Émile de Girardin.

Disposant d'au moins 300 000 francs de revenus en 1870, il était à la fin de sa vie à la tête d'une énorme fortune estimée à près de 25 millions de francs.

## Famille
Auguste de Talhouët-Roy est le neveu d'Honoré-Charles Baston de La Riboisière, ce dernier ayant épousé la sœur de sa mère, qui sera l'un des témoins de son mariage en 1847. Il épousa le 2 août 1847 à Ris-Orangis Léonie Marie Désirée Sidonie Honnorez (2 novembre 1829 - Mons † 18 juillet 1892 - au château du Lude), fille de Florent François Daniel Honnorez (16 février 1780 - paroisse de Saint-Nicolas-en-Havré de Mons † 28 octobre 1830 - Ghlin), riche homme d'affaires belge, et d'Adèle Narcisse Defontaine (13 mai 1803 - Mons † 13 novembre 1875 - château de Ris-Orangis), épouse en secondes noces d'Henri Marie Daniel Gaultier de Rigny, vice-amiral. Ils eurent pour enfants :
- Marie Élisabeth Adèle Alix de Talhouët-Roy (1849 - † 1934), qui épousa Henri Christian Anatole Leclerc de Juigné ;
- René François Honoré Marie de Talhouët-Roy (22 août 1855 - Le Lude † 1948), qui épousa le 1er octobre 1884 dans le 7e arrondissement de Paris Élisabeth Marguerite Marie Radegonde des Monstiers-Mérinville (10 avril 1862 - 7e arrondissement de Paris † ), fille d'Adrien Hippolyte des Monstiers-Mérinville († avant 1884) et de Marie Caroline Radegonde Léonie de Maussabré († après 1884), dont postérité. Par cette alliance, René de Talhouët-Roy devint le beau-frère de Charles-Jean-Melchior de Vogüé, qui avait épousé en 1866 Béatrix Claire Marie des Monstiers-Mérinville.
- Georges Marie Joseph de Talhouët-Roy (1861 - † 1942).

## Résidences

### À Paris
- 1860-1881 : Hôtel de Talhouët-Roy, no 137 rue du Faubourg-Saint-Honoré, Paris (8e arrondissement)

### En province
- Château du Lude, Le Lude (Sarthe)
- Château d'Ablois, Saint-Martin-d'Ablois (Marne)